# NGC 6750
NGC 6750 је спирална галаксија у сазвежђу Змај која се налази на NGC листи објеката дубоког неба.
Деклинација објекта је + 59° 10' 2" а ректасцензија 19h 0m 36,0s. Привидна величина (магнитуда) објекта NGC 6750 износи 13,1 а фотографска магнитуда 13,8. NGC 6750 је још познат и под ознакама UGC 11389, MCG 10-27-6, CGCG 302-8, KAZ 282, IRAS 18598+5905, PGC 62671.